# Mojodanu
Mojodanu is een bestuurslaag in het regentschap Jombang van de provincie Oost-Java, Indonesië. Mojodanu telt 1522 inwoners (volkstelling 2010).